# Hydrotaea spinosus
Hydrotaea spinosus är en tvåvingeart som beskrevs av Ye och Ma 1992. Hydrotaea spinosus ingår i släktet Hydrotaea och familjen husflugor.
Artens utbredningsområde är Gansu (Kina). Inga underarter finns listade i Catalogue of Life.